# Gjør det så gjerne
Gjør det så gjerne är ett musikalbum med Halvdan Sivertsen, utgivet som LP och CD 2012 av skivbolaget EMI. CD-versionen av albumet innehåller två bonusspår från TV-serien Hver gang vi møtes.

## Låtlista
1. "Gjennom sorga går en sang" – 4:18
2. "Reisa aleina" ("Lonesome Traveller" – Lee Hays/Øyvind Sauvik/Halvdan Sivertsen) – 3:33
3. "Kjøp norsk" – 3:34
4. "Nyttårsnatt" – 4:03
5. "Sau, værsjuk og handlingslammet (gjør det så gjerne)" – 3:40
6. "Dagen etter" – 3:56
7. "Kanskje e det nu" – 4:39
8. "Mørketidsklemma" – 4:01
9. "Vårt eget liv" – 4:00
10. "Skjønne sammenhenga" – 3:04
11. "Hellig jord" – 4:07
12. "Kjærlighet så sterk" ("Love I Can't Defend" – Elvira Nikolaisen/Halvdan Sivertsen, bonusspår) – 3:04
13. "Skinte æ førr dæ?" ("Twisted Little Star" – Bertine Zetlitz/Magnus Fiennes/Halvdan Sivertsen, bonusspår) – 2:53

- Alla låtar skrivna av Halvdan Sivertsen där inget annat anges.

## Medverkande
Musiker
- Halvdan Sivertsen – sång, gitarr
- Håvar Bendiksen, Truls Hval – gitarr
- Trond-Viggo Solås, Eirik Are Oanæs Andersen – basgitarr
- Rune Mathisen, Dag Erik Oksvold – trummor
- Tore Johansen – trumpet
- Henning Gravrok – saxofon
- Bjørn Andor Drage – orgel
- Jan Gunnar Hoff, Daniel Hovik – klaviatur
- Turid Hjortdahl – oboe
- Sveinung Lillebjerka, Øyvind Melhus, Marie Klåpbakken – violin
- Patrycja Woloch – viola
- Kristin Alsos Strand – cello
- Ensemble Ylajali – körsång

Produktion
- Halvdan Sivertsen – musikproducent
- Trond-Viggo Solås – musikproducent